# شاکر بوری
شاکر بویری مشهور به شاکر بوری (زاده ۱ اردیبهشت ۱۳۶۵ در آبادان) طنزپرداز، بلاگر و زندانی سیاسی اهل ایران است. او در تاریخ ۹ مرداد ۱۴۰۲ توسط سازمان اطلاعات سپاه پاسداران انقلاب اسلامی بازداشت و مفقود شد.

## فعالیت‌ها
شاکر بوری، یک بلاگر ساکن آبادان، خوزستان است. او همچنین طنزپرداز منتقد است که در ویدئوهای خود، به مسائل اجتماعی اشاره می‌کند و از نابسامانی اقتصاد ایران انتقاد می‌کند. شاکر بوری تا پیش از بازداشت، در اینستاگرام یک میلیون و سیصدهزار دنبال‌کننده داشت.

## احضار و بازداشت
از فقر، بدبختی و سفره و سرمایه مردمی که با وجود این بی‌سوادها نصف شد، خط می‌گیرم.— شاکر بوری در اینستاگرام در پاسخ به تماس‌های ناشناس
شاکر بوری، در تاریخ ۹ مرداد ۱۴۰۲ در پی احضار توسط سازمان اطلاعات سپاه بازداشت و مفقود شد. مرکز مشاوره و آموزش حقوقی «دادبان» گزارش داد، شاکر بوری در پی مراجعه به اداره اطلاعات سپاه آبادان برای استرداد تلفن همراهش، ناپدید شده است. بر اساس این گزارش، قبلاً هم نیروهای لباس شخصی با یورش به منزل او، تلفن همراه و لوازم شخصی او را ضبط کرده و با خود برده بودند. پس از گذشت چند روز، خانوادهٔ او نتوانستند با او تماس بگیرند. شاکر بوری، مدتی پیش از بازداشت خود، در اینستاگرام از تهدید خود توسط نیروهای امنیتی خبر داده بود.

## اعلام مفقودی
در تاریخ ۱۷ مرداد ۱۴۰۲، هرانا گزارش داد که شاکر بوری با وجود گذشت هشت روز از زمان دستگیری، کماکان در وضعیت بلاتکلیفی به سر می‌برد. همچنین یک منبع نزدیک به خانواده این طنزپرداز به هرانا گفت: «علیرغم مراجعات خانواده آقای بوری به نهادهای امنیتی و قضایی برای کسب اطلاع از سرنوشت فرزندشان، مسئولان از ارائه پاسخی روشن به آنها خودداری می‌کنند.» این منبع آگاه افزود: «این امر به نگرانی‌های خانواده و اطرافیان او دامن زده است.» هم‌زمان، بر اساس برخی در شبکه‌های اجتماعی، اداره اطلاعات آبادان از خانوادهٔ خواسته ماجرا را از طریق نیروی انتظامی پیگیری کنند و او را مفقود اعلام کنند.

## آزادی
شاکر بوری صبح روز ۱۹ مرداد ۱۴۰۲ با صدور قرار، موقتاً آزاد شد.